# Бруно Пеццай
Бруно Пеццай (нім. Bruno Pezzey, нар. 3 лютого 1955, Лаутерах — пом. 31 грудня 1994, Інсбрук) — австрійський футболіст, що грав на позиції захисника. По завершенні ігрової кар'єри — тренер.
Виступав, зокрема, за клуби «Айнтрахт» та «Вердер», а також національну збірну Австрії.
Чотириразовий чемпіон Австрії. Триразовий володар Кубка Австрії. Володар Кубка Німеччини. Дворазовий володар Кубка Мітропи. Володар Кубка УЄФА.

## Клубна кар'єра
Народився 3 лютого 1955 року в місті Лаутерах.
У дорослому футболі дебютував 1973 року виступами за команду клубу «Форарльберг», в якій провів один сезон, взявши участь у 28 матчах чемпіонату. 
Протягом 1974—1978 років захищав кольори команди клубу «Ваккер» (Інсбрук).
Своєю грою за останню команду привернув увагу представників тренерського штабу клубу «Айнтрахт», до складу якого приєднався 1978 року. Відіграв за франкфуртський клуб наступні п'ять сезонів своєї ігрової кар'єри. Більшість часу, проведеного у складі «Айнтрахта» (Франкфурт-на-Майні), був основним гравцем захисту команди.
У 1983 році уклав контракт з клубом «Вердер», у складі якого провів наступні чотири роки своєї кар'єри гравця.  Граючи у складі «Вердера» також здебільшого виходив на поле в основному складі команди.
Завершив професійну ігрову кар'єру у клубі «Сваровскі-Тіроль», за команду якого виступав протягом 1987—1990 років. За цей час двічі виборював титул чемпіона Австрії, ставав володарем Кубка Австрії.

## Виступи за збірну
У 1975 році дебютував в офіційних матчах у складі національної збірної Австрії. Протягом кар'єри у національній команді, яка тривала 16 років, провів у формі головної команди країни 84 матчі, забивши 9 голів.
У складі збірної був учасником чемпіонату світу 1978 року в Аргентині, чемпіонату світу 1982 року в Іспанії.

## Кар'єра тренера
Розпочав тренерську кар'єру невдовзі по завершенні кар'єри гравця, 1991 року, увійшовши до тренерського штабу молодіжної збірної Австрії, яку очолив у 1993 році.
Помер 31 грудня 1994 року на 40-му році життя у місті Інсбрук.

## Титули і досягнення
- Чемпіон Австрії (4):

«Ваккер» (Інсбрук): 1974-1975, 1976-1977
«Сваровскі-Тіроль»: 1988-1989, 1989-1990
- Володар Кубка Австрії (3):

«Ваккер» (Інсбрук): 1974-1975, 1977-1978
«Сваровскі-Тіроль»: 1988-1989
- Володар Кубка Німеччини (1):

«Айнтрахт»: 1980-1981
- Володар Кубка Мітропи (2):

«Ваккер» (Інсбрук):  1975, 1975-1976
- Володар Кубка УЄФА (1):

«Айнтрахт»: 1979-1980